# Birûn
Birûn è una parola persiana che significa "fuori", "esterno".

## Sobborgo della città dell'Asia centrale
Secondo Doğan Kuban e Wilhelm Barthold, nel mondo turco-iraniano, le città erano solitamente composte da tre sezioni: la città vera e propria (Shahristan), la cittadella (Kuhandiz), e il Rabat o Birûn, che si trovava accanto allo Shahristan ed era spesso sede di attività commerciali.

## Il "cortile esterno" del sultano ottomano
Birûn era il termine usato nell'impero ottomano per riferirsi al cortile esterno del Palazzo Topkapi, in contrapposizione a quelli interni (Enderûn), che erano accessibili solo al sultano e ai suoi servi e membri della famiglia. Per estensione, era anche utilizzato per indicare il "Servizio Esterno" del palazzo, che includeva l'élite amministrativa, militare e religiosa dell'impero, in contrapposizione al "Servizio Interno" raggruppato intorno alla persona del sultano.